# Ionització de l'aigua
La ionització de l'aigua és una reacció d'ionització en aigua pura o una solució aquosa, en la qual una molècula d'aigua, H₂O, perd el nucli d'un dels seus àtoms d'hidrogen per esdevenir un ió hidròxid, OH–. El nucli d'hidrogen, H+, protona immediatament una altra molècula d'aigua per formar oxoni, H₃O+. És un exemple d'autoprotòlisi, i exemplifica la naturalesa amfòtera de l'aigua.

## Descripció
Mitjançant diverses tècniques com ara, mesures de conductivitat elèctrica, es fa palès que l'aigua s'autoionitza segons l'equació:
És un cas d'autoionització o autoprotòlisi que experimenten els dissolvents amfipròtics. En l'autopròlisi una molècula de dissolvent actua com a àcid de Brønsted i Lowry cedint un protó, H+, i una altra molècula de dissolvent actua com a base de Brønsted i Lowry acceptant-lo.
| Temperatura, °C | Kw            | pKw    |
| --------------- | ------------- | ------ |
| 0               | 0,114 × 10–14 | 14,943 |
| 10              | 0,282 × 10–14 | 14,535 |
| 20              | 0,681 × 10–14 | 14,167 |
| 25              | 1,008 × 10–14 | 13,997 |
| 30              | 1,469 × 10–14 | 13,833 |
| 40              | 2,919 × 10–14 | 13,535 |
| 50              | 5,474 × 10–14 | 13,262 |
| 60              | 9,614 × 10–14 | 13,017 |

La constant d'equilibri d'aquesta autoionització de l'aigua, en funció de les activitats, és:
Com que la ionització de l'aigua és molt petita, l'activitat de l'aigua en el dissolvent pur o en una dissolució aquosa diluïda, pot considerar-se una constant igual a la concentració i incloure's en la constant d'equilibri K, de manera que l'anterior equació queda com:
La constant Kw rep el nom de producte iònic de l'aigua i representa el producte de les activitats dels ions oxoni, H₃O+, i hidròxid, OH–, presents a l'equilibri de l'autoprotòlisi de l'aigua.
Si es consideren les concentracions en lloc de les activitats, hom té:
Essent K'w una pseudoconstant, si bé per a dissolucions diluïdes de baixa força iònica, ambdues magnituds pràcticament coincideixen. A 298 K (25 °C), el producte iònic de l'aigua val 1,008 × 10–14.

Variació del pK_{w} amb la temperatura

El producte iònic de l'aigua varia sensiblement amb la temperatura. A la taula adjunta s'observa que a major temperatura major és el valor de Kw. La raó d'aquesta variació és perquè la temperatura afavoreix la dissociació de les molècules d'aigua. El mateix s'observa en el gràfic adjunt on s'ha representat el pKw, que és el –log Kw, en funció de la temperatura fins a 350 °C. S'observa que en augmentar la temperatura disminueix el pKw, que equival a un augment de Kw, fins a uns 250 °C on es produeix un mínim, per després tornar a augmentar.

## Constant d'ionització de l'aigua

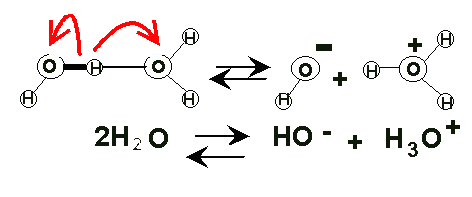
Una molècula d'hidrogen passa a unir-se amb l'àtom d'oxigen d'una altra molècula.

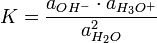
La constant d'equilibri de l'autoionització de l'aigua, en funció de les activitats.

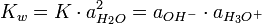
L'activitat de l'aigua en el dissolvent pur o en una dissolució aquosa diluïda, pot considerar-se una constant igual a la concentració i incloure's en la constant d'equilibri K.

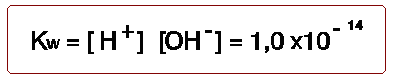
El producte iònic de l'aigua equival als productes dels ions hidròxids i els protons hidratats.

La constant d'ionització de l'aigua o Kw és una constant que representa el producte de les activitats dels ions oxoni, H₃O+, i hidroxil, OH–, presents a l'equilibri de l'autoprotòlisi de l'aigua. El seu valor equival a 10–14.
Dues molècules d'aigua es poden ionitzar gràcies a forces d'atracció per ponts d'hidrogen que es formen entre elles: Un ió hidrogen (H+) d'una molècula es dissocia del seu àtom d'oxigen al qual es troba unit covalentment i passa a unir-se amb l'àtom d'oxigen d'altra molècula, amb la qual mantenia contacte mitjançant l'enllaç d'hidrogen. Per això, l'aigua no és un líquid químicament pur, ja que conté alguns ions H+ i OH–. Al final es pot considerar una barreja d'aigua molecular (H₂O), protons hidratats o oxonis (H₃O+) i ions hidròxid (OH–).
Aquest procés és un cas d'autoionització o autoprotòlisi que experimenten els dissolvents amfipròtics (pot actuar com a àcid i base). En l'autoprotòlisi una molècula de dissolvent actua com a àcid de Brønsted i Lowry cedint un protó, H+, i una altra molècula de dissolvent actua com a base de Brønsted i Lowry acceptant-lo.
La constant Kw rep el nom de producte iònic de l'aigua i representa el producte de les activitats dels ions oxoni, H₃O+, i hidròxid, OH–, presents a l'equilibri de l'autoprotòlisi de l'aigua. Si es consideren les concentracions en lloc de les activitats s'obté l'equació del producte iònic de l'aigua.
Aquest producte iònic és constant. Com que en l'aigua pura la concentració d'oxonis i d'hidroxils és la mateixa, significa que la concentració d'oxonis és de 10–7. Per a simplificar els càlculs, Sorensen ideà expressar aquestes concentracions mitjançant logaritmes i definí el pH com el logaritme canviat de signe de la concentració d'oxonis. Segons això tenim dissolució neutra (pH = 7), dissolució bàsica (pH > 7) i dissolució àcida (pH < 7).